# Стрмо Ребро
Стрмо Ребро (словен. Strmo Rebro) је насељено место у општини Кршко, Посавска регија, Словенија.

## Историја
До територијалне реорганизације у Словенији било је у саставу старе општине Кршко.

## Становништво
У попису становништва из 2011. године, Стрмо Ребро је имало 10 становника.
| Број становника према пописима | Број становника према пописима | Број становника према пописима |
| ------------------------------ | ------------------------------ | ------------------------------ |
| 1991                           | 2002                           | 2011                           |
| 14                             | 11                             | 10                             |